# Brandenburški koncerti
Brandenburški koncerti (BWV 1046–1051) so niz šestih instrumentalnih del, ki jih je leta 1721 Johanna Sebastiana Bacha posvetil Christianu Ludwigu, mejnemu grofu Brandenburg-Schwedtu (verjetno pa so bili skomponirani pred tem letom). V splošnem so obravnavani kot najkvalitetnejša serija baročnih glasbenih del.

## Okoliščine nastanka
V baroku je bilo glasbeno življenje odvisno bodisi od cerkve bodisi od umetnosti naklonjenih vladarjev in drugih fevdalnih gospodov. Glasbeniki so skušali dobiti službo kot organisti in kantorji v večjih cerkvah ali pa na dvorih. Johann Sebastian Bach je okusil vse vrste in trdote glasbeniškega kruha. Med letoma 1717 in 1723 je služboval kot glasbenik na dvoru kneza Leopolda Anhaltskega v Köthnu. Knez je bil kalvinec, stroga kalvinska vera pa ni dopuščala razkošnega muziciranja v cerkvi. Bach je bil sicer luteranec, v glasbi pa univerzalno krščanski. Pogrešal je svoje orgle, vendar se je v köthenskem obdobju prilagodil in se posvetil ustvarjanju komorne glasbe, tako da jo je skupaj z drugimi knežjimi glasbeniki izvajal na prazničnih prireditvah na dvoru. V tem času so nastale njegove suite za violino in violončelo, pa sonate za violino in čembalo ter šest Brandenburških koncertov.
Bacha so pozimi leta 1719 poslali iz Köthna v Berlin zaradi nakupa dvornega čembala in tam se je predstavil tudi na dvoru brandenburškega mejnega grofa, princa Christiana Ludwiga, ki je bil znan kot velik podpornik glasbe in je vzdrževal stalen orkester. Bach je postajal v Köthnu nezadovoljen, kajti za glasbo zavzeti knez Leopold se je oženil, nova dvorna gospodarica pa glasbi ni bila naklonjena. Odnosi med knezom in njegovimi glasbeniki so se skrhali. Bach je začel iskati novo službo. Leta 1721 je šest instrumentalnih koncertov s posvetilom poslal Christianu Ludwigu v upanju, da jih bodo izvedli njegovi dvorni glasbeniki in da bo morda našel službo v Berlinu. Zbirko skladb, zasnovanih po italijanski obliki concerto grosso, ki pomeni enega od vrhuncev baročne umetnosti, še danes  poznamo in občudujemo kot Brandenburške koncerte, čeprav jih na dvoru Christiana Ludwiga Brandenburškega nikoli niso izvedli in Bach v Berlinu ni dobil službe.
»Brandenburški« koncerti v marsičem presegajo tradicionalno baročno zamisel concerta grossa. Bach gleda na tradicionalno medinstrumentalno »tekmovanje« upoštevaje ravnovesje in enakost glasbenih linij. To predstavlja bistvo kontrapunktike – uravnovesiti različnosti v ritmu, barvi ali dinamiki.

## Brandenburški koncert št. 4, G dur, BWV 1049
- I. Allegro
- II. Andante
- III. Presto
- solistični instrumenti: violina, dve flavti (v partituri označeni kot 'fiauti d'echo')
- orkester: violine I/II, viole, violončeli, basso continuo

V 4. Brandenburškem koncertu v G-duru, BWV 1049, predstavljajo solistično skupino violina in dve »odmevni flavti«.  Če sta rogova v 1. Brandenburškem koncertu izražala moč lova in usodnost lovskih rogov, bi bilo mogoče v visokih flavtah opaziti idilično pastirsko piščal. V prvem stavku v igro flavt z občasnimi virtuoznimi intruzijami posega violina solo, v prvem ritornellu pa se igra solistov tesno preplete. V drugem stavku se os kontrastiranja premakne na odnos solistična – spremljevalna skupina. Tako obravnavanje dveh zvočnih linij je morda dokaz, da je Bach v ansamblu predvidel več kot enega godalca na glasbeno linijo. Dogajanje vodi prva flavta. V sklepnem stavku se dogajanje veselo razbohoti v (ohlapno) fugo; instrumenti se združijo v skupnem ritmičnem pulzu, nadenj pa se občasno virtuozno povzpne violina, spet drugič pa prepušča prostor flavtama. Kontrapunktično satovje sklene skorajda homofon in odločen tutti.